# Boog Powell
John Wesley Powell (ur. 17 sierpnia 1941) – amerykański baseballista, który występował na pozycji pierwszobazowego przez 17 sezonów w Major League Baseball.

## Przebieg kariery
W 1959 roku podpisał kontrakt jako wolny agent z Baltimore Orioles i początkowo występował w klubach farmerskich tego zespołu, między innymi w Rochester Red Wings. W MLB zadebiutował 26 września 1961 w meczu przeciwko New York Yankees.
Będąc zawodnikiem Orioles czterokrotnie wystąpił w World Series (w 1966 zwycięstwo nad Los Angeles Dodgers 4–0, w 1969 przegrana z New York Mets 1–4, w 1970 zwycięstwo 4–1 z Cincinnati Reds, w 1971 przegrana 3–4 z Pittsburgh Pirates). W 1968 po raz pierwszy wystąpił w Meczu Gwiazd. Dwa lata później został wybrany MVP American League.
W lutym 1975 w ramach wymiany przeszedł do Cleveland Indians, w którym grał przez dwa sezony. W sezonie 1977 występował w Los Angeles Dodgers, w którym zakończył karierę.

## Nagrody i wyróżnienia
| Nagroda/wyróżnienie         | Lata                   | Źródło      |
| MVP National League         | 1966                   | [ 3 ]       |
| MVP American League         | 1970                   | [ 8 ]       |
| 4× All-Star                 | 1968, 1969, 1970, 1971 | [ 3 ]       |
| 2× zwycięzca w World Series | 1966, 1970             | [ 5 ] [ 7 ] |